# Frank James
Frank James (Clay County, Missouri, 19 de gener de 1843 - Kearney, 18 de febrer de 1915) fou un guerriller i bandoler sudista. Era germà de Jesse James, i començà amb ell com a membre dels guerrillers sudistes Quantrill Riders i participà en la massacre de Lawrence, però el 1865 organitzà amb el seu germà i els germans Younger una banda que es va fer famosa pels atracaments a bancs i trens, així com els enfrontaments contra els detectius de l'Agència Nacional de Detectius Pinkerton. Després de la mort del seu germà el 1882, es va entregar. Fou jutjat a diversos estats i declarat no culpable, i aleshores tornà a la seva granja, on va morir sense ser molestat d'un atac de cor.